# Josh Sims
Joshua Samuel "Josh" Sims, född 28 mars 1997, är en engelsk fotbollsspelare som spelar för Ross County.

## Karriär
Sims värvades 2011 till Southamptons akademi från Elite Training Centre. Han fick debutera i Premier League den 27 november 2016 i en 1–0-vinst över Everton. I januari 2017 förlängde Sims sitt kontrakt med tre och ett halvt år.
Den 20 augusti 2018 lånades Sims ut till Reading på ett låneavtal över säsongen 2018/2019. I januari 2019 blev han dock återkallad till Southampton. Den 7 augusti 2019 lånades Sims ut till amerikanska New York Red Bulls på ett låneavtal över säsongen 2019. Lånet förlängdes därefter till den 30 juni 2020. Den 16 oktober 2020 lånades Sims ut till League One-klubben Doncaster Rovers på ett tre månaders låneavtal.
Den 4 juni 2021 meddelade Southampton att Sims skulle lämna klubben i slutet av säsongen 2020/2021. Den 14 februari 2022 värvades Sims av Scottish Premiership-klubben Ross County.